# Fakó selyemgomba
A fakó selyemgomba vagy fakóselymes galóca (Amanita lividopallescens) a galócafélék családjába tartozó, Európában és Észak-Amerikában honos gombafaj.

## Megjelenése
A fakó selyemgomba kalapja 6–16 cm (többnyire 10–12 cm) átmérőjű, alakja fiatalon harangszerú, majd domború, végül laposan kiterülővé válik. Közepe nem púpos. Felszíne sima, széle hosszan bordázott. Színe világos-, halvány- vagy krémszürke, szürkésbézs, szürkésokker, általában a burokból származó pöttyök nélkül. Húsa vékony, törékeny; fiatalon kemény , később megpuhul. Színe fehér, sérülésre nem színeződik el.
Lemezei közepesen sűrűn állnak, a tönktől szabadon állók. Színük fehér, később halvány krémfehér. Spórapora fehér, a spórák többé-kevésbé gömb alakúak, 10-14 x 8-14 mikrométeresek.
Tönkje 12–15 cm magas, 1–2 cm vastag, karcsú és hengeres-felfelé vékonyodó alakú. Belül idővel üregesedik. Színe fehér vagy a kalapnál kissé halványabb árnyalatú. Gallérja nincs. Bocskora jól fejlett, fehéres-krémszínű, esetleg világos okker árnyalattal.

### Hasonló fajok
A szürke selyemgombával téveszthető össze.   

## Elterjedése és termőhelye
Európában, Észak-Amerikában és Észak-Afrikában fordul elő. Melegkedvelő, füves aljzatú tölgyesekben található, a meszes talajt részesíti előnyben. Nyártól kora őszig terem.
Nyersen mérgező. Forrázás, hőkezelés után fogyasztható.